# Hehn (Adelsgeschlecht)

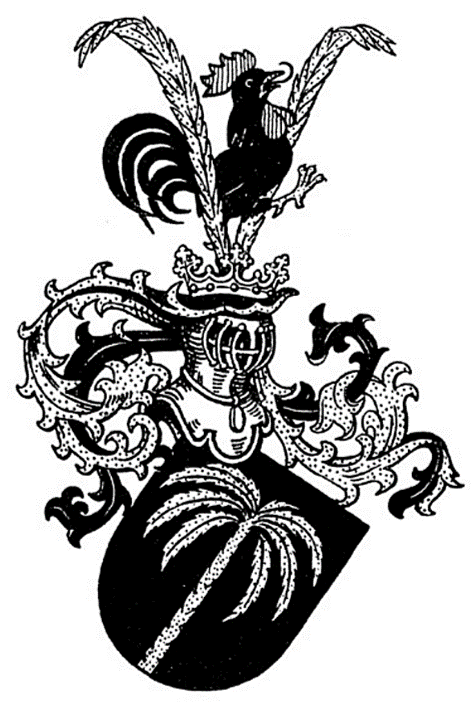
Wappen derer von Hehn bei Transehe-Roseneck

Hehn ist der Name eines deutsch-baltischen Adelsgeschlechts. Das ehemalige Bauerngeschlecht stammte aus der fränkischen Grafschaft Henneberg und ist mit Johannes Henn (*um 1580; † 1631) aus Hinternah bei Schleusingen beurkundet. Sie siedelten sich ab 1766 in Dorpat (Estland) an.

## Geschichte
Der Sohn des Landwirts Johannes Henn, Paul Henn (* 1615), übersiedelte in der Mitte des 17. Jahrhunderts nach Römershofen. Ihm folgte sein Sohn Leonard Henn (* 1654), der zu höherem Wohlstand gelangte und seinem Sohn Johann Martin eine gute Ausbildung zukommen ließ.
Dieser Johann Martin Henn, auch als Hehn bekannt (* 1743 in Römershofen; † 1793 in Odenpäh) wurde der Stammvater des baltischen Adelsgeschlechts. Er besuchte ein Gymnasium in Coburg und studierte ab 1763 an der Universität Halle Theologie. 1766 erhielt er die Stelle des Rektors an der Vereinigten Krons- und Stadtschule zu Dorpat. Er heiratete 1767 Louise Dorothea Gadebusch und wurde 1776 Pfarrer zu Odenpäh. Von seinen neun Söhnen wurden fünf in den russischen Dienstadel aufgenommen. Sein Sohn Victor Hehn (* 1813 in Dorpat; † 1890 in Berlin) war Kulturhistoriker. Ein weiterer Sohn, der 1778 geborene Adolph Christian Henn (1778 – 1856), war Sekretär der Livländischen Gouvernementsregierung und Hofrat am Livländischen Hofgericht. Ihm folgte sein Sohn der Arzt Martin Ludwig Henn (1825 – 1913 in Riga), dessen Sohn der Kreisabgeordnete Adolph von Hehn (1761 – 1826) war Herr auf Druween und erhielt 1906 das estländische Indigenat. Er wurde unter der Matrikelnummer 452, als von Hehn, in die Livländische Ritterschaft immatrikuliert. Ein weiterer Sohn des Martin Ludwigs war der Heraldiker und Jurist Richard von Hehn.
In der männlichen Stammreihe folgten die Söhne von Adolph von Hehn: Arist Martin von Hehn (* 1904), Bernhardt Martin von Hehn (* 1907), Viktor von Hehn, Dipl.-Ing. (* 1907) und Jürgen von Hehn, Historiker (* 1912).

## Wappen
Blasonierung: In Schwarz eine goldene, aus dem unteren Rand hervorgehende Palme. Auf dem gekrönten Helm ein schwarzer, rotgelappter und goldbewehrter Hahn zwischen zwei goldenen Palmenzweigen. Die Helmdecken sind schwarz-golden.